# Coruche (Aguiar da Beira)
Coruche is een plaats (freguesia) in de Portugese gemeente Aguiar da Beira en telt 208 inwoners (2001).